# Ševli
Il Ševli (in russo Шевли?) è un fiume dell'estremo oriente russo (Territorio di Chabarovsk), affluente di destra della Uda.
Ha origine dal versante meridionale dei monti Džagdy, una piccola catena montuosa posta a sud dei contrafforti meridionali degli Stanovoj. Scorre inizialmente con direzione sudorientale, in ambiente montano, volgendosi poi all'incirca a metà corso verso nord-nordest, entrando in una zona più piatta e paludosa; sfocia nella Uda nel suo medio corso.
I maggiori affluenti sono Ugochan e Urma dalla destra, Lan dalla sinistra. Il fiume non incontra alcun centro urbano rilevante lungo tutto il suo percorso.